# Forces armées antiguaises
La Antigua and Barbuda Defence Force (RABDF) est l'armée d'Antigua-et-Barbuda. Elle assure différents rôles comme la sécurité intérieure, la lutte contre le trafic de drogues, les cérémonies officielles, l'aide aux programmes gouvernementaux, l'aide lors de catastrophes naturelles, le maintien de l'ordre en coopération avec la police etc. C'est une des plus petites armées au monde avec 245 personnes, ainsi sert-elle plus à des opérations civiles qu'à se préparer à faire face à un éventuel et hypothétique agresseur extérieur.

## Organisation
La Force de défense est composée de quatre unités :
- Le 1er bataillon du Régiment d'Antigua-et-Barbuda. C'est l'unité d'infanterie et de combat des forces armées antiguaises ;
- L'unité de service et de soutien est créée en 1997. Elle fournit un appui administratif et logistique (génie militaire) au restant des troupes ;
- Les garde-côtes dont l'effectif est de 45 hommes. C'est la composante maritime des forces antiguaises, elle est composée de quatre unités :
  - Le quartier général ;
  - Une unité du génie ;
  - Une unité administrative ;
  - L'unité opérationnelle composée d'une flottille de trois navires (1 Dauntless, 1 Point et 1 Swift).
- Le corps des cadets est la dernière unité de la RABDF.

## Précédents déploiements
- En 1982, 14 hommes participent à l'opération Urgent Fury sur l'île de Grenade ;
- En 1990, 12 soldats sont envoyés à Trinité-et-Tobago après l'échec d'un coup d'État mené par le mouvement radical des Black Muslims contre le gouvernement élu dirigé par le premier ministre Robinson ;
- En 1995, des membres de la RABDF sont déployés à Haïti dans le cadre de l'opération Uphold Democracy.

## Sources
- (en) Article sur l'ABDF